# Притулок дикої природи Бінсар
Притулок дикої природи Бінсар (англ. Binsar Wildlife Sanctuary) — заказник в Індії, розташований в окрузі Алмора штату Уттаракханд.
Це чудовий парк в Гімалаях, вкритий щільним лісом, розташований за 33 км від міста Алмора. Звідси відкривається чудовий вид на Гімалаї, зокрема вершини Кедарнатх, Шівлінґ, Трісул і Нанда-Деві.
Одного часу місце було літнею столицею династії Чанд, що правила Кумаоном з 11 по 18 століття. Парк був заснований в 1988 році з метою збереження дібров регіону та численних (понад 200) видів птахів.